# اس‌اس فیث
اس‌اس فیث (به انگلیسی: SS Faith) یک کشتی بود که طول آن ۳۳۶ فوت ۶ اینچ (۱۰۲٫۵۷ متر) و ارتفاع آن 13.56 m بود. این کشتی در سال ۱۹۱۸ ساخته شد.